# Сюч, Ференц
Ференц Сюч (венг. Szűts Ferenc; 16 декабря 1891, Будапешт — 28 ноября 1966, Будапешт) — венгерский гимнаст, серебряный призёр летних Олимпийских игр 1912 года. В индивидуальных соревнованиях занял 19-е место. Чемпион Венгрии 1910, 1912, 1913, 1914 и 1921 годов, позднее спортивный тренер.